# Afrika-Eurasien
Afrika-Eurasien, eller Afro-Eurasien, er et superkontinent og verdens største landmasse. Den indeholder omkring 85 % af verdens befolkning. Det er en befolkning tæt på 5.5 milliarder mennesker. Typisk er superkontinentet delt ved Suez-kanalen, mellem Afrika og Eurasien, hvoraf den sidstnævnte er historisk opdelt i Europa og Asien.
Historikere, der studerer den menneskelige kultur, deler Afrika i en nordlig og sydlig, delt ved Sahara-ørknen. Baseret på forskellige landbrugsmetoder og andre forskelle.
Nogle geografikere og historikere refererer det til Eurafrasien eller Afrasia, selvom disse begreber aldrig er kommet i generel brug. I geopolitiske forhold er hovedlandet af Afrika-Eurasien, der ekskluderer øerne, såsom De Britiske Øer, Japan og Madagaskar, refereret som Verdensøen.
Den Gamle Verden inkluderer Afrika-Eurasien og dens omkringliggende øer.
- Eurasien
  - Asien
    - Nordasien
    - Vestasien
    - Centralasien
    - Østasien
    - Sydasien
    - Sydøstasien

  - Europa
    - Nordeuropa
    - Vesteuropa
    - Østeuropa
    - Sydeuropa
- Afrika
  - Nordafrika
  - Vestafrika
  - Centralafrika
  - Østafrika
  - Sydafrika

I geologiske termer, bliver Afrika-Eurasien et superkontinent, når Afrika støder sammen med Europa. Dette er beregnet til at skulle ske om over 600.000 år. Da vil den sydlige spids af Spanien nå Afrika. Når det er sket vil Middelhavet blive isoleret fra Atlanterhavet. Det forventes at den komplette kollision mellem kontinenterne vil være sket om 50 millioner år. Det vil fjerne Middelhavet og skabe nye bjergkæder.
|  | Denne artikel kan blive bedre, hvis der indsættes geografiske koordinater Denne artikel omhandler et emne, som har en geografisk lokation. Du kan hjælpe ved at indsætte koordinater i wikidata. |